# Jutrosin
Jutrosin este un oraș în Polonia.